# DEFCON

Níveis DEFCON

A condição de prontidão de defesa (DEFCON) é um estado de alerta usado pelas Forças Armadas dos Estados Unidos .
O sistema DEFCON foi desenvolvido pelo Estado-Maior Conjunto dos Estados Unidos (JCS) e comandos combatentes unificados e especificados. Ele prescreve cinco níveis graduados de prontidão (ou estados de alerta) para os militares dos EUA. Ele aumenta em gravidade de DEFCON 5 (menos grave) para DEFCON 1 (mais grave) para corresponder a várias situações militares, com DEFCON 1 sinalizando a eclosão de uma guerra nuclear.
DEFCONs são um subsistema de uma série de Condições de Alerta, ou LERTCONs, que também incluem Condições de Emergência (EMERGCONs).

## Operações
O nível DEFCON é controlado principalmente pelo presidente dos Estados Unidos e pelo Secretário de Defesa dos Estados Unidos por meio do Presidente do Estado -Maior Conjunto e dos Comandantes Combatentes; cada nível define cenários específicos de segurança, ativação e resposta para o pessoal em questão.
Diferentes ramos das Forças Armadas dos EUA (ou seja, Exército dos EUA, Marinha dos EUA, Força Aérea, Corpo de Fuzileiros Navais Guarda Costeira, Força Espacial) e diferentes bases ou grupos de comando podem ser ativados em diferentes condições de defesa. Em geral, não há um único status DEFCON para o mundo ou país e pode ser definido para incluir apenas áreas geográficas específicas. De acordo com a Air &amp; Space/Smithsonian, a partir de 2014, o nível mundial de DEFCON nunca foi mais severo do que o DEFCON 3. Os níveis do DEFCON 2 na crise dos mísseis cubanos de 1962 e na Guerra do Golfo de 1991 não eram mundiais.
DEFCONs não devem ser confundidos com sistemas semelhantes usados pelos militares dos EUA, como Condições de Proteção de Força (FPCONS), Condições de Preparação (REDCONS), Condições de Operações de Informação (INFOCON) e sua futura substituição de Condições de Operações Cibernéticas (CYBERCON), e Condições de observação (WATCHCONS), ou o antigo Sistema de Aconselhamento de Segurança Interna usado pelo Departamento de Segurança Interna dos Estados Unidos.

## Níveis
As condições de prontidão da defesa variam entre muitos comandos e mudaram com o tempo, e o Departamento de Defesa dos Estados Unidos usa termos de exercício quando se refere aos níveis de DEFCON durante os exercícios. Isso evita a possibilidade de confundir os comandos do exercício com os comandos operacionais reais. Em 12 de janeiro de 1966, o NORAD "propôs a adoção das condições de prontidão do sistema JCS", e as informações sobre os níveis foram desclassificadas em 2006:
| Condição de prontidão | Termo de exercício | Descrição                                                               | Prontidão                                                                 |
| --------------------- | ------------------ | ----------------------------------------------------------------------- | ------------------------------------------------------------------------- |
| DEFCON 1              | COCKED PISTOL      | A guerra nuclear é iminente ou já começou                               | Prontidão máxima. Resposta imediata.                                      |
| DEFCON 2              | FAST PACE          | Próximo passo para a guerra nuclear                                     | Forças armadas prontas para implantar e se engajar em menos de seis horas |
| DEFCON 3              | ROUND HOUSE        | Aumento da prontidão da força acima do necessário para prontidão normal | Força Aérea pronta para mobilizar em 15 minutos                           |
| DEFCON 4              | DOUBLE TAKE        | Maior vigilância da inteligência e medidas de segurança reforçadas      | Prontidão acima do normal                                                 |
| DEFCON 5              | FADE OUT           | Menor estado de prontidão                                               | Prontidão normal                                                          |

## História
Após a criação do NORAD, o comando utilizou diferentes níveis de prontidão (Normal, Aumentado, Máximo) subdivididos em oito condições, por exemplo, o nível de "Prontidão Máxima" tinha duas condições "Prontidão de Defesa Aérea" e "Emergência de Defesa Aérea". Em outubro de 1959, o presidente do JCS informou ao NORAD "que o Canadá e os EUA assinaram um acordo para aumentar a prontidão operacional das forças do NORAD durante períodos de tensão internacional."  Depois que o acordo entrou em vigor em 2 de outubro de 1959,  o JCS definiu um sistema com DEFCONs em novembro de 1959 para os comandos militares. O sistema DEFCON inicial tinha condições "Alpha" e "Bravo" (sob DEFCON 3) e Charlie / Delta sob DEFCON 4, além de um nível de "Emergência" superior a DEFCON 1 com duas condições: "Emergência de Defesa" e a mais alta, "Emergência de defesa aérea" ("Hot Box" e "Big Noise" para exercícios).

### DEFCON 2

#### Crise dos mísseis cubanos
Durante a crise dos mísseis cubanos de 16 a 28 de outubro de 1962, as Forças Armadas dos Estados Unidos (com exceção do Exército dos Estados Unidos na Europa (USAREUR)) receberam ordens de DEFCON 3. Em 24 de outubro, o Comando Aéreo Estratégico (SAC) foi ordenado ao DEFCON 2, enquanto o restante das Forças Armadas dos EUA permaneceram no DEFCON 3. O SAC permaneceu no DEFCON 2 até 15 de novembro.

#### Guerra do Golfo
Em 15 de janeiro de 1991, o Estado-Maior Conjunto declarou DEFCON 2 na fase de abertura da Operação Tempestade no Deserto durante a Guerra do Golfo Pérsico.

### DEFCON 3

#### Guerra do Yom Kippur
Em 6 de outubro de 1973, o Egito e a Síria lançaram um ataque conjunto a Israel, resultando na Guerra do Yom Kippur. Os Estados Unidos ficaram preocupados com a intervenção da União Soviética e, em 25 de outubro, as forças dos EUA, incluindo o Comando Aéreo Estratégico, o Comando de Defesa Aérea Continental, o Comando Europeu e a Sexta Frota, foram colocadas no DEFCON 3.
De acordo com documentos divulgados em 2016, a mudança para DEFCON 3 foi motivada por relatórios da CIA indicando que a União Soviética havia enviado ao Egito um navio com armas nucleares junto com outras duas embarcações anfíbias. As tropas soviéticas nunca desembarcaram, embora o navio que supostamente transportava armas nucleares tenha chegado ao Egito. Mais detalhes não estão disponíveis e permanecem confidenciais.
Nos dias seguintes, as várias forças voltaram ao status normal com a Sexta Frota descendo em 17 de novembro.

#### Operação Paul Bunyan
Após o incidente do assassinato do machado em Panmunjom em 18 de agosto de 1976, os níveis de prontidão das forças dos EUA na Coreia do Sul foram aumentados para DEFCON 3, onde permaneceram durante a Operação Paul Bunyan.

#### Ataques de 11 de setembro
Durante os ataques de 11 de setembro, o Secretário de Defesa Donald Rumsfeld ordenou que o nível de DEFCON fosse aumentado para 3, e também um stand-by para um possível aumento de DEFCON 2. Foi reduzido para DEFCON 4 em 14 de setembro.